# 亞斯內
亞斯內 （俄语：Я́сный）是俄羅斯奧倫堡州的一個城市，位於奧倫堡東南582公里。2002年人口18,545人。
1961年建立，1979年設市。